# Polecká nádrž
Polecká nádrž (Polecké jezírko) je splavovací nádrž, která sloužila ke zlepšení stavu vody pro plavení palivového dřeva z okolních lesů. Nádrž se nachází pod jižním svahem Poleckého vrchu poblíž zaniklé obce Polka na Šumavě v nadmořské výšce asi 950 metrů. Byla vytvořena na horním toku Poleckého potoka v roce 1839.

## Geografické začlenění
Geograficky spadá Polecká nádrž do katastru obce Strážný (okres Prachatice, kraj Jihočeský).

## Vodní režim
Nádrž byla vybudována na Poleckém potoku, který je jejím přítokem i odtokem. Polecký potok se vlévá u zaniklé obce Polka do Teplé Vltavy.

## Přístup
Splavovací nádrž je dosažitelná pěší chůzí od parkoviště u bývalé obce Polka západním směrem po modré turistické značce až k asi 1,5 kilometru vzdálenému turistickému rozcestníku "Nová Polka - rozcestí". Zde je třeba odbočit z modré turistické značky na cyklostezku číslo 1038 a po ní pokračovat stále přibližně západním směrem. Asi po 1,5 kilometru v záhybu cyklostezky odbočuje doprava neznačená lesní cesta. Po zhruba 600 metrech se na této cestě nachází Polecké jezírko.

## Rozměry
Nádrž má nepravidelný půdorys velmi zhruba ve tvaru obdélníka se stranami 150 × 230 metrů. Díky značné členitosti břehů činí jeho obvod asi 560 metrů.

## Polecká mininádrž
Asi 100 metrů od "zadního" okraje Polecké nádrže, zhruba severozápadním směrem výše proti proudu Poleckého potoka (přitékajícího směrem od Jelení slatě) se nachází "Polecká mininádrž". "Mininádrž" není dostupná ani pěší chůzí. Hráze obou nádrží jsou od sebe vzdálené necelého půl kilometru, takže z určitého místa od "velké" nádrže je možno vidět hladiny obou nádrží současně.
"Polecká mininádrž" je zhruba čtvercového tvaru se stranou dlouhou asi 25 metrů.
. Její objem je udáván na pouhých 600 m3. Nadmořská výška mininádrže je jen o málo větší než u "velké" nádrže. .